# Ridin' High
Ridin' High es el undécimo álbum de estudio del cantante británico de rock Robert Palmer, publicado en 1992 por EMI Records. En esta producción cambia notablemente su estilo musical para homenajear a la era de las big bands, según el vocalista: «...tomó siete años concebirlo. Era mi pasatiempo al margen, la única vez que grabé un álbum conceptual». Por ello, el disco se compone principalmente de versiones de otros artistas. Cabe señalar que tres canciones habían sido grabadas originalmente para Don't Explain de 1990: «Don't Explain», «Aeroplane» y «You're My Thrill». Además, en el tema «Baby, It's Cold Outside» Palmer realiza un dueto con la cantante estadounidense Carnie Wilson.
Este fue su último trabajo de estudio que ingresó en el Billboard 200 de los Estados Unidos, el 14 de noviembre de 1992 llegó hasta el puesto 173 y solo se mantuvo por una semana en la lista. Por su parte, en el Reino Unido obtuvo la posición 32 en el UK Albums Chart. Para promocionarlo en el mismo año se lanzó el sencillo «Witchcraft», que alcanzó el puesto 50 en el UK Singles Chart.

## Lista de canciones
| N.º | Título                                              | Escritor(es)                              | Duración |  |
| 1.  | «Love Me or Leave Me»                               | Walter Donaldson, Gus Kahn                | 3:44     |  |
| 2.  | «(Love Is) The Tender Trap»                         | Sammy Cahn, Jimmy Van Heusen              | 2:35     |  |
| 3.  | «You're My Thrill»                                  | Sidney Clare, Jay Gorney                  | 3:57     |  |
| 4.  | «Want You More»                                     | Robert Palmer                             | 4:07     |  |
| 5.  | «Baby, It's Cold Outside» (dueto con Carnie Wilson) | Frank Henry Loesser                       | 3:30     |  |
| 6.  | «Aeroplane»                                         | Palmer                                    | 3:00     |  |
| 7.  | «Witchcraft»                                        | Cy Coleman, Carolyn Leigh                 | 3:17     |  |
| 8.  | «What a Little Moonlight Can Do»                    | Harry M. Woods                            | 2:41     |  |
| 9.  | «Don't Explain»                                     | Billie Holiday, Arthur Herzog, Jr.        | 2:27     |  |
| 10. | «Chance»                                            | Palmer, Alan Mansfield, Saverio Porciello | 2:41     |  |
| 11. | «Goody Goody»                                       | Johnny Mercer, Matty Malneck              | 2:51     |  |
| 12. | «Do Nothin' Till You Hear from Me»                  | Duke Ellington, Bob Russell               | 3:44     |  |
| 13. | «Honeysuckle Rose»                                  | Fats Waller, Andy Razaf                   | 2:49     |  |
| 14. | «No, Not Much»                                      | Robert Allen, Al Stillman                 | 2:22     |  |
| 15. | «Ridin' High»                                       | Cole Porter                               | 2:15     |  |
| 16. | «Hard Head»                                         | Eddie Curtis, J. Watson                   | 3:05     |  |

## Músicos
Nota: Los números que aparecen entre paréntesis son las pistas en donde tocó cada músico.
| - Robert Palmer: voz, coros, arreglos (6, 10, 14) y piano (10) - Dennis Budimir: guitarra (1-3, 5. 7-9, 11-15) y ukelele (8) - Bucky Pizzarelli: guitarra (2, 11) - Saverio Porciello: guitarra (6, 10) - Johnny Winter: guitarra (16) y coros (16) - Jay Berliner: banjo (8) - Chuck Domanico: bajo (1-3, 7-9, 11, 13) - Lincoln Goines: bajo (5, 16) - Frank Blair: bajo (6, 14) - Guy Pratt: bajo (6, 10) - Andy Simpkins: bajo (12, 15) - Larry Bunker: batería (1-3, 7-9, 11-13, 15) - Jimmy Madison: batería (5, 16) - Dony Wynn: batería (6, 14) - Mauro Spina: batería (10) - John Bilezikjian: laúd árabe (4) y tambor de copa (4) | - Cyro Baptista: percusión (6) - Derek Smith: piano (1-3, 5, 7-9, 11-13, 15-16) - Alan Mansfield: piano (16) - William Bryant: teclados (14) - Earl A. Dumler: oboe (4) - Phil Bodner: clarinete (8) - Dave Bargeron: trombón (8) - Richard Gibbs: trombón (14) - Warren Luening: trompeta (1, 5, 11) - Lew Soloff: trompeta (8) - Demo Morselli: trompeta (12) - Chuck Findley: trompeta (14) - Clare Fischer: arreglos y conducción (1-5, 7-9, 11-13, 15, 16) - Morris Repass: director de orquesta - Carnie Wilson: voz (5) |